# Ceropegia kituloensis
Ceropegia kituloensis är en oleanderväxtart som beskrevs av P. S. Masinde och R Albers. Ceropegia kituloensis ingår i släktet Ceropegia och familjen oleanderväxter. Inga underarter finns listade i Catalogue of Life.